# Las Lágrimas
Las Lágrimas är en ort i Mexiko.   Den ligger i kommunen Temascaltepec och delstaten Mexiko, i den sydöstra delen av landet, 90 km sydväst om huvudstaden Mexico City. Las Lágrimas ligger 2 969 meter över havet och antalet invånare är 313.
Terrängen runt Las Lágrimas är varierad. Runt Las Lágrimas är det ganska tätbefolkat, med 199 invånare per kvadratkilometer. Närmaste större samhälle är Jesús del Monte, 17,2 km nordväst om Las Lágrimas. I omgivningarna runt Las Lágrimas växer huvudsakligen savannskog.